# 万章 (西汉)
万章（前1世纪—前27年），字子夏，西汉时期长安人。长安炽盛，街闾各有豪侠，万章在城西柳市，号为“城西万章子夏”。他做到京兆尹门下督，随他到殿中，侍中诸侯贵人争着要对他作揖，没有与京兆尹说话的。万章恭顺，很害怕，此后不再随京兆尹出行。
与中书令石显交好，石显有权，万章也有权，家门口路过的车子前后相接。至汉成帝初年，石显因专权擅势获罪免官，徙归故郡。石显临走时还有床席器物数百万，给万章，万章不受。有宾客问其缘故，万章叹道：“我作为被石君哀怜，石君家破，我不能为他安顿，却受他的财物，这是石氏之祸，万氏反而应该以为福吗！”诸公因此服他，称赞他。
河平年间，王尊为京兆尹，捕击豪侠，杀死报仇怨、养刺客的长安名豪万章、张回、赵放、贾子光。河平二年（公元前27年）六月，王尊被弹劾免职，三老公乘兴作《上书讼王尊治京兆功效日著》举王尊诛杀万章等人等政绩为他辩护，王尊得以改任徐州刺史。
唐朝郑休文作《唐故公士安君墓志》以“岂犹柳市万章，贵人争茂陵原洗，群公慕之”形容志主安令节的名望。